# Verdrag van Wenen (1606)
Het Verdrag van Wenen (ook bekend als de Vrede van Wenen) werd getekend op 23 juni 1606 tussen István Bocskai, een Hongaarse edelman, en stadhouder Matthias. De voorwaarden van het verdrag waren:
- Alle grondwettelijke en religieuze rechten en privileges werden toegekend aan de Hongaren in zowel Transsylvanië en Koninklijk Hongarije.
- In Sopron erkende het akkoord de autocratie van de Hongaarse lutheranen
- In Transsylvanië verkregen de calvinisten religieuze tolerantie.
- Het akkoord erkende Bocskai als de "prins van Transsylvanië" en garandeerde het recht van alle Transsylvaniërs om hun eigen prinsen te verkiezen in de toekomst.

Vanwege zijn belang voor de calvinisten in Hongarije en Transsylvanië, staan de eerste zinnen van het akkoord en de ondertekening ervan afgebeeld op de "Reformatiemuur" in Genève, een monument dat de belangrijke figuren van de Reformatie vereert, naast het standbeeld van István Bocskai.